# Kabak tatlısı

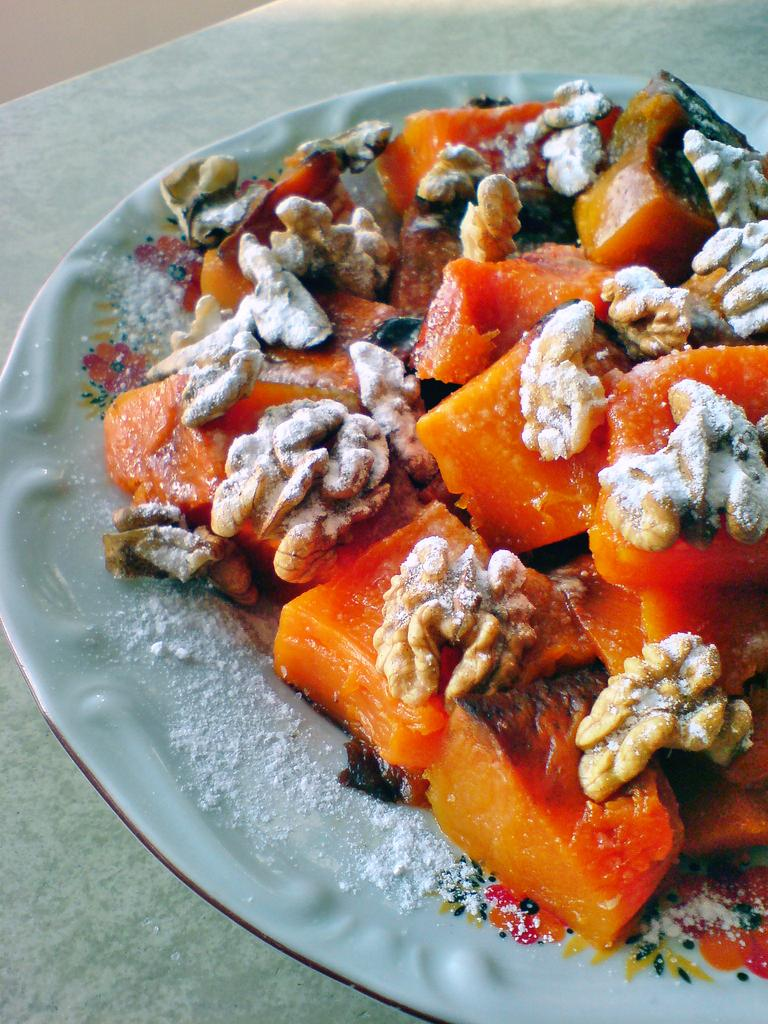
Un plato de kabak tatlısı de Turquía adornado con nueces y azúcar glas.

Kabak tatlısı es un postre tradicional de la cocina turca hecho a base de calabazas y azúcar.
Se prepara cociendo las calabazas peladas y troceadas en agua. Se utiliza un vaso de azúcar común por kilo de calabazas. También se puede hacer al horno. Una vez cocinado, se sirve con kaymak y nueces encima.